# Ataeniobius toweri
Ataeniobius toweri – gatunek ryby z rodziny żyworódkowatych (Goodeidae), jedyny przedstawiciel rodzaju Ataeniobius. Występuje endemicznie w Meksyku w stanie San Luis Potosí.